# La stranezza
La stranezza è un film italiano del 2022 diretto da Roberto Andò e interpretato da Toni Servillo e Ficarra e Picone.
Ambientato negli anni '20 del XX secolo, il film in costume rappresenta una commedia dai caratteri ironici, nella quale il protagonista Luigi Pirandello un giorno s'imbatte in una coppia di teatranti dilettanti impegnati nella realizzazione di uno spettacolo.

## Trama
1920. Luigi Pirandello fa ritorno in Sicilia in occasione del compleanno dell'amico Giovanni Verga; giunto nella nativa Girgenti, scopre che la sua anziana balia Maria Stella è appena morta. L'autore decide di organizzarle un ricco funerale, per il quale assolda Sebastiano Vella e Onofrio Principato, due singolari becchini. Non riconoscendolo, i due gli rivelano di essersi imbarcati nell'impresa di allestire uno spettacolo di teatro amatoriale con una sgangherata compagnia di paese.
Pirandello, intanto, è tormentato dai "fantasmi" dei personaggi che vorrebbe impiegare in un nuovo spettacolo, al quale non riesce a lavorare a causa di una forte crisi creativa, dovuta principalmente alla pazzia di sua moglie. I due becchini sono invece alle prese con le rispettive situazioni familiari: Nofrio vive un matrimonio infelice con la figlia del suo datore di lavoro, da cui ha ereditato l'impresa di pompe funebri; Bastiano, scapolo, ha l'ossessione di tenere sua sorella Santina lontana dagli uomini e trova conforto nelle prostitute del bordello locale.

A tutto questo si aggiungono i traffici di un impiegato comunale (che finirà per ritardare oltremodo il funerale di Maria Stella) e l'incompetenza degli improvvisati attori della compagnia. Man mano che l'allestimento del dramma va avanti, Pirandello si interessa sempre di più alle bizzarre avventure dei due becchini, che gli donano nuova ispirazione.
Dopo molte peripezie lo spettacolo della "Compagnia Filodrammatica Siciliana Principato e Vella" va finalmente in scena al Teatro di Santa Lucia, ma anche la prima, a cui Pirandello assiste di nascosto, viene funestata da una serie di eventi: per prima cosa, l'impiegato comunale pensa di riconoscere se stesso nel protagonista del dramma ed interrompe una prima volta la recita per protestare (finendo incidentalmente per sbugiardare i propri illeciti). In seguito Fofò, uno degli attori segretamente innamorato di Santina, scopre che la donna è invece l'amante di Nofrio, e che i due progettano di scappare insieme; Fofò fa avere le prove di questo piano a Bastiano, il quale va su tutte le furie e affronta Onofrio a scena aperta. Pirandello nota come il pubblico reagisca positivamente a questa fusione di realtà e teatro e viene colto da un'improvvisa ispirazione: lascia così lo spettacolo prima di poter vedere la conclusione della faccenda.
Sei mesi dopo, Bastiano e Nofrio (che vive con Santina a Catania) ricevono un invito da parte di Pirandello al Teatro Valle, per assistere alla prima del suo nuovo spettacolo Sei personaggi in cerca d'autore; i due, che non si vedevano dalla sera della prima, si ritrovano sul treno che li porterà a Roma e hanno modo di riappacificarsi.
 Lo spettacolo va in scena nel maggio 1921 ed è subito chiaro che Pirandello ha tratto ispirazione dai fatti di qualche mese prima per creare un dramma innovativo, in cui la distinzione tra pubblico, personaggi e attori viene progressivamente assottigliata. Tuttavia, il pubblico mal sopporta queste novità e riceve commenti contrastanti.

Al termine della recita scoppia una vigorosa protesta contro l'autore, colpevole, a detta di molti dei presenti, di averli ingannati con una folle buffonata. Pirandello, insieme alla figlia, è costretto alla fuga, ma prima di lasciare il teatro chiede all'assistente di scena se i biglietti a nome di Onofrio Principato e Sebastiano Vella siano stati ritirati. L'uomo gli risponde di non aver mai ricevuto disposizione di invitare nessuno che corrispondesse a quei nomi, lasciando il grande autore in preda ai dubbi. Nofrio e Bastiano, che si erano nascosti a causa della ressa, si ritrovano chiusi nel teatro romano vuoto e buio, dove finalmente possono rasserenarsi poiché "quello che dovevano fare l'hanno fatto".
Nel 1923 Sei personaggi in cerca d'autore diverrà uno dei maggiori successi di Pirandello e lo porterà a ricevere il Premio Nobel nel 1934. Dei due becchini filodrammatici non vi è traccia negli annali ed allo spettatore non rimane che chiedersi se anche loro non siano frutto della mente di Pirandello.

## Promozione
Il primo trailer del film è stato diffuso il 26 settembre 2022.

## Produzione
Le riprese del film si sono svolte principalmente in Sicilia nelle città di Palermo, Catania, Trapani ed Erice dal 7 febbraio al 25 marzo 2022.

## Distribuzione
Il film è stato presentato fuori concorso nella categoria Grand Public il 20 ottobre 2022 alla Festa del Cinema di Roma per poi essere distribuito nelle sale cinematografiche da Medusa Film a partire dal 27 ottobre 2022.

### Incassi
Durante la prima settimana di proiezioni, il film ha incassato 1.106.300 euro, risultando il miglior esordio italiano dell'anno. A metà novembre supera i 4 milioni di euro, diventando così il film italiano di maggior successo del 2022. Termina la sua corsa cinematografica con l'incasso che supera i 5 milioni e 600mila euro,
a fronte di una spesa di 10 milioni di euro.

### Critica
Il film è stato accolto molto bene sui siti di recensioni cinematografiche, con una media di 4/5 su Coming Soon, 3,9/5 su MyMovies e 3,5/5 su Sentieri Selvaggi. Tra gli esperti di letteratura il primo a intervenire, vedendo nel film un ritorno del metodo umoristico pirandelliano, è stato Stefano Jossa su doppiozero.

## Ascolti
Il film è andato in onda in prima visione TV su Rai 1 nella giornata di mercoledì 1º maggio 2024 realizzando un ascolto pari a 2 361 000 telespettatori con uno share pari al 13,6%.

## Riconoscimenti
- 2022 - Ciak d'oro[9][10]
  - Candidatura a miglior film
- 2023 - David di Donatello
  - Migliore sceneggiatura originale a Roberto Andò, Ugo Chiti e Massimo Gaudioso
  - Miglior produttore
  - Miglior scenografo a Giada Calabria e Loredana Raffi
  - Miglior costumista a Maria Rita Barbera
  - Candidatura per il miglior film
  - Candidatura a miglior regia a Roberto Andò
  - Candidatura per il migliore attore protagonista a Ficarra e Picone
  - Candidatura a migliore attrice non protagonista a Giulia Andò
  - Candidatura a miglior autore della fotografia a Maurizio Calvesi
  - Candidatura a miglior compositore a Michele Braga
  - Candidatura per il miglior acconciatore a Rudy Sifari
  - Candidatura a miglior montatore a Esmeralda Calabria
  - Candidatura per il miglior suono
  - Candidatura per il David Giovani
- 2023 - Nastri d'argento
  - Nastro d'argento dell'anno
- 2023 - SIAE Music Awards
  - Colonna sonora cinema[11]